# Monstrilla brevicornis
Monstrilla brevicornis is een eenoogkreeftjessoort uit de familie van de Monstrillidae. De wetenschappelijke naam van de soort is voor het eerst geldig gepubliceerd in 1974 door Isaac.